# Gentiana itzershanensis
Gentiana itzershanensis är en gentianaväxtart som beskrevs av Tung Shui Liu och C.C.Kuo. Gentiana itzershanensis ingår i släktet gentianor, och familjen gentianaväxter. Inga underarter finns listade i Catalogue of Life.